# Ànec fosc eurasiàtic
L'ànec fosc eurasiàtic o  morell de mar fosc (Melanitta fusca), és un gran ànec marí de la subfamília Merginae, que cria molt al nord d'Europa i Àsia a l'oest de la conca del riu Ienissei. També hi ha una petita població aïllada a l'est de Turquia.
És un ocell migrador que va cap al sud arribant a Gran Bretanya i el Mar Negre i el Caspi. En petits grups arriben a França i nord d'Espanya. Formen grans esbarts.
El niu el fan a terra a prop de l'aigua marina, llacs i rius en arbredes i la tundra. Mengen crustacis i mol·luscs.

## Taxonomia
Al passat s'ha considerat que aquesta espècie contenia tres subespècies: M. f. fusca, d'Europa i Sibèria nord-occidental, M. f. deglandi, d'Alaska i Canadà septentrional i M. f. stejnejeri, de Sibèria oriental i central. Arran de moderns estudis els tres taxons han estat separats en tres espècies diferents: L'ànec fosc eurasiàtic (M. fusca), l'ànec fosc americà (M. deglandi) i l'ànec fosc siberià (M. stejnegeri)